# Karnaval'naja noč'
Karnaval'naja noč' (Карнава́льная ночь) è un film del 1956, diretto da Ėl'dar Aleksandrovič Rjazanov. 

## Trama
Gli artisti, i tecnici, e tutti i collaboratori di una Casa della Cultura sovietica hanno organizzato uno spettacolare veglione di Capodanno in teatro. Ma il loro direttore si è dovuto assentare e viene sostituito all'ultimo momento da Serafim Ivanovič Ogurcov. Costui, in nome di un non bene inteso concetto di cultura vorrebbe rendere il tutto più serioso: egli critica l'orchestra che suona musica moderna (per i tempi), popolare e "jazzata", e vorrebbe morigerare i clown, coprire le gambe delle ballerine, e far intervenire un conferenziere per un breve intervento di 40 minuti ad argomento astronomico, oltre a pronunciare un discorso egli stesso.
Naturalmente tutta la troupe, che si è preparata meticolosamente e con fatica allo spettacolo, dissente, e, guidata dalla cantante Lena e dal suo spasimante, il tenero elettricista Griša, decide di eludere le direttive di Ogurcov e di portare avanti il tutto come progettato. Ecco allora che il nuovo direttore, mentre il pubblico comincia ad affluire, viene ad essere vittima di tutta una serie di "contrattempi": dal rimanere chiuso in ascensore all'essere oggetto dei trucchi del mago, al vedersi sottrarre i fogli con il discorso. Il conferenziere viene fatto ubriacare e pronuncia un'allocuzione divertente, mentre tutti i numeri dello spettacolo vengono svolti come inizialmente pensati.
Il veglione riscuote grande successo, ed anche l'attempato compagno Telegin, giunto in teatro con la moglie, gradisce molto le prestazioni. La lettera di rimostranze verso i superiori, che Ogurcov detta alla segretaria viene trasmessa, ad insaputa del direttore, all'intero teatro, aumentando l'ilarità dei presenti.

## Produzione
L'allora direttore della Mosfil'm, Ivan Aleksandrovič Pyr'ev, incaricò Ėl'dar Aleksandrovič Rjazanov di dirigere Carnival Night, per quanto il regista non avesse al tempo particolari interessi verso i film musicali. Pyr'ev stesso fu comunque coinvolto ad ogni stadio della realizzazione.
Il lavoro di Rjazanov, trattandosi della sua prima esperienza di regista, era considerato con estremo scetticismo dal comitato artistico della casa di produzione, che, dopo aver visionato metà del materiale girato, si espresse con il pronostico di un colossale fallimento per il film.
Ljudmila Gurčenko era stata inizialmente rifiutata, dal regista così come dal comitato artistico, come attrice nella parte principale. Dopo alcuni provini fallimentari con altre aspiranti, le fu infine affidata la parte.
Il film fu realizzato in cinque mesi; gran parte delle scene vennero girate al Teatro dell'Armata Rossa di Mosca. La Komsomol'skaja Pravda riferisce che furono venduti 48,64 milioni di biglietti.

## Sequel
Nel 2006 Rjazanov ha realizzato un sequel del film, intitolato Карнавальная ночь — 2, или 50 лет спустя ("La notte del carnevale 2 – 50 anni dopo"), con Alëna Babenko e Sergej Bezrukov.